# Filozofski kafić
Filozofski kafić ili filo-kafić (francuski: Café philosophique) predstavlja građane okupljene u kafiću s ciljem filozofskih diskusija, osnovan 13. prosinca 1992. godine.
Oko stotinu filo-kafića postojalo je u Francuskoj, i oko 150 u svijetu, u vrijeme smrti osnivača Marca Sauteta 1998. godine.

## Koncept
Teme o kojima se razgovara u filo-kafićima jako variraju, od mita o Djeda Mrazu, preko istine o ljepoti i seksu, do smrti. Sautet je učinio da diskusije zvuče i djeluju zabavno i zanimljivo. Koncept je doveo do zbližavanja ljudi u okviru prijateljskog foruma gdje oni mogu slobodno razmjenjivati ideje. Ovaj koncept naposljetku je doveo do stvaranja prvog filo-kafića. 
Tisuće gostiju u filo-kafićma širom svijeta usvojili su Sautetove ideje kao način za unaprjeđenje svojih razmišljanja. Ideja je kasnije prenesena u Englesku, Njemačku, Belgiju, Austriju, Švicarsku, Finsku, Kanadu, Južnu Ameriku, Australiju, Japan, SAD, i ostale zemlje. Bivši francuski predsjednik Jacque Chirac poslao je utemeljitelja na dobrovoljnu misiju promoviranja ideje.

## Povijest
Francuski institut za Škotsku, u Edinburghu također ima filozofski kafić s veoma dugom tradicijom, koja počinje još u doba velikog filozofa Davida Huma. Osoblje Francuskog Instituta za Škotsku također sudjeluje u predavanjima filozofije koja se održavaju u škotskim osnovnim školama, na primjer u Clackmannanu. U Engleskoj forum pod nazivom Filozofski kafić održavao se u Cromfordu (Derbyshire) u knjižari od svog osnivanja 1993. godine, gdje je do 2009. godine održano oko 100 okupljanja. Ovaj forum osnovao je Evan Rutherford, filozof i kipar iz Wirkswortha. Javna večernja okupljanja obično organiziraju i vode članovi i suradnici, a ne profesionalni filozofi, iako su poznati filozofi uvijek bili dobrodošli. Tekstovi pojedinih diskusija se mogu pročitati na internetu.   
Kako se Osmansko Carstvo širilo po Europi u 18. stoljeću, u Beču se rodila ideja za pravljenje mjesta gdje bi ljudi mogli susretati i raspravljati o različitim temama ispijajući čaj ili kavu. Turski kafići prilagođeni zapadnoj kulturi postali su mjesto gdje se prijatelji susreću kako bi popili piće i porazgovarali. Tradicionalna helenistička Agora premještena je sa središnjeg javnog trga u središte grada u kafić. Filozofi, pjesnici, pisci i intelektualci svih vrsta počeli su koristiti ova mjesta za svoje susrete.   
Godine 1686. Sicilijanac Francesco Procopio dei Coltelli osnovao Cafe Procope u rue de l'Ancienne Comédie, Latinskoj četvrti Pariza poznatom i kao 6. arrondissement. To je bio prvi kafić u Parizu. Pojedini intelektualci koji su često posijećivali ovaj kafić zbog filozofskih rasprava tijekom povijesti su: Victor Hugo, Paul Verlaine, Honoré de Balzac, Pierre Augustin Coron de Beaumarchais, François-Marie Arouet, Jean-Jacques Rousseau, Georges Danton, Jean-Paul Marat, Denis Diderot, itd.   
Prije Drugog svjetskog rata mnogi pjesnici, slikari, pisci koji su pripadali nadrealnom pokretu posjećivali su kafić Montparnasse u Parizu. Nakon Drugog svjetskog rata u mnogim kafićima u Latinskoj četvrti Pariza bio je primijećen utjecaj egzistencijalizma. Filozof Jean-Paul Sartre proveo je nekoliko filozofskih rasprava u Cafe de Flore. Ovi "filozofski kafići" bili su povijesni početci Sautetovog filozofskog kafića. 

## Café philosophique
Sautet je svoju ideju o filozofskom kafiću prvi put ostvario u Place de la Bastille, u dijelu Pariza poznatom kao Cafe des Phares, 13. prosinca 1992. godine. On bi obično okupio nekolicinu prijatelja u svom filozofskom kafiću svake nedjelje ujutro u 11 sati i otvorio bi filozofsku debatu koja je obično trajala oko dva sata. Njegova osobna filozofija imala je tendenciju povratka osnovnim načelima razmišljanja i bila je namijenjena običnim ljudima, a ne aristokratima. Neka od prvih okupljanja bila su sačinjena od desetak ljudi. Kasnije su se počeli pridruživati studenti, raznorazni ekscentrični građani, taksisti na pauzama, bogate žene kojima je dosadno, itd. Kako je rasla popularnost ovih događaja, oni su se počeli održavati tjedno i okupljati i do 200 ljudi. Sautet je konačno uspio prenijeti filozofiju iz sveučilišnih kabineta i na neki način je "vrati" s fakultetskih katedri u javnost među obične građane. Čineći to, bio je izopćen od stručnjaka kao "izdajica" klasične, formalne filozofske misli i visokog obrazovanja generalno.